# Eidgenössische Volksinitiative «Schutz vor Sexualisierung in Kindergarten und Primarschule»
Die Eidgenössische Volksinitiative «Schutz vor Sexualisierung in Kindergarten und Primarschule» war eine Schweizer Volksinitiative mit dem Ziel einer Ergänzung der Bundesverfassung zum Thema sexualkundlicher Unterricht und Sexualerziehung. Die Initiative wurde am  17. Dezember 2013 vom «Initiativkomitee der eidgenössischen Volksinitiative ‹Schutz vor Sexualisierung in Kindergarten und Primarschule›» lanciert. Sie kam mit 110'040 gültigen Unterschriften am 30. Januar 2014 zustande. Das Initiativkomitee zog die Initiative im Sommer 2015 zurück, weil es bedeutende Teile der Forderungen zwischenzeitlich als erfüllt ansah. Es kam somit zu keiner Volksabstimmung.

## Geschichte

### Bildungssystem in der Schweiz
Die Regelung des Schulwesens liegt in der Schweiz weitestgehend bei den Kantonen. Ein Eingriff in die Kompetenzen der Kantone auf diesem Gebiet ist in der Verfassung nicht vorgesehen. Lediglich die obligatorische Grundschule ist dort näher geregelt. Durch die verschiedenen Sprachgebiete und die föderale Struktur gibt es in der Bildungspolitik traditionell zwar Unterschiede zwischen den Kantonen, die Konzepte zur Sexualpädagogik der Kantone gleichen sich jedoch an.

### Öffentliche Debatte über die Volksinitiative
Die Diskussion zum Thema der Volksinitiative begann 2011 mit der Einführung von Sexualkundeunterricht in Basel und einer «Sexbox» (auch «Medienkiste 49: Schulische Sexualerziehung» der Bibliothek des Pädagogischen Zentrums Basel-Stadt). Sie enthält Materialien zur Unterstützung der Vorbereitung und Durchführung von Unterricht. Hauptkritikpunkt an dieser Sexbox waren ein Holz-Penis und eine Plüsch-Vagina. Sie erregte einen Aufschrei in rechtskonservativen Kreisen. Inhalt und Aussehen der Kiste änderte sich im Verlauf der Debatte.
Im Frühjahr 2012 trat einer der Co-Präsidenten des Initiativkomitees wegen einer bekannt gewordenen Verurteilung als Sexualstraftäter zurück, woraufhin auch ein zweites Gründungsmitglied dem Komitee den Rücken kehrte und eine Neuauflage der Unterschriftensammlung nötig wurde.
Die mehrjährige Diskussion zur Volksinitiative überschnitt sich immer wieder mit Diskussionen zu anderen gesellschaftlichen Themen. So wurde zum Beispiel das Thema Sexualkundeunterricht und Sexualerziehung im Bezug auf die Erstellung zukünftiger Lehrpläne diskutiert. Auch ein mehrjähriges Gerichtsverfahren wurde öffentlich verfolgt. Eltern kämpften seit 2012 gegen den obligatorischen Sexualkundeunterricht in Kindergärten sowie gegen die «Sexboxen». Ihre Beschwerden wurden mit einem Urteil des Bundesgerichts vom 15. November 2014 letztinstanzlich abgewiesen und waren somit erfolglos. Dies bestätigte indirekt die Bildungspolitik des Kantons Basel-Stadt und anderer Kantone, die einen ähnlichen Weg beim Thema Sexualkunde eingeschlagen hatten.
Am 28. November 2014 beantragte der Bundesrat die Abstimmung durch Volk und Stände mit der Empfehlung, die Initiative dabei abzulehnen.

Am 19. Juni 2015 erklärten der National- und der Ständerat, nach jeweiliger Abstimmung, die Volksinitiative per Bundesbeschluss für gültig und empfahlen sie zur Ablehnung.

### Rückzug
Im Juni 2015 gab das Initiativkomitee, trotz der Möglichkeit sie zur Abstimmung zu bringen, den Rückzug der Volksinitiative bekannt. Es sah wesentliche Teile ihrer Forderungen inzwischen umgesetzt. Der Name der «Sexbox» und ihr Inhalt seien geändert worden. Das Kompetenzzentrum Sexualpädagogik und Schule an der Pädagogischen Hochschule Luzern sei geschlossen worden. Eine Mindestaltergrenze für Sexualkundeunterricht und die Vermeidung von «ideologisierten Begriffen» wie «Gender» seien im Projekt Lehrplan 21 berücksichtigt worden.
Im Januar 2016 gründete das Initiativkomitee den Verein «Schutzinitiative». Durch ihn sollen Ziele der Volksinitiative in einer langfristigen Kampagne weiterverfolgt werden. Erster Präsident des Vereins ist der ehemalige Nationalrat Toni Bortoluzzi (SVP).

## Das Initiativkomitee
Das Initiativkomitee bestand unter anderen aus Vertretern folgender politischer Parteien:
- Schweizerische Volkspartei (SVP)
- Christlichdemokratische Volkspartei (CVP)
- FDP.Die Liberalen (FDP)
- Evangelische Volkspartei (EVP)

## Wortlaut
Der vollständige Text der Initiative im Wortlaut:
Art. 11 Abs. 3–7 (neu)
3 Sexualerziehung ist Sache der Eltern.
4 Unterricht zur Prävention von Kindsmissbrauch kann ab dem Kindergarten erteilt werden. Dieser Unterricht beinhaltet keine Sexualkunde.
5 Freiwilliger Sexualkundeunterricht kann von Klassenlehrpersonen an Kinder und Jugendliche ab dem vollendeten neunten Altersjahr erteilt werden.
6 Obligatorischer Unterricht zur Vermittlung von Wissen über die menschliche Fortpflanzung und Entwicklung kann von Biologielehrpersonen an Kinder und Jugendliche ab dem vollendeten zwölften Altersjahr erteilt werden.
7 Kinder und Jugendliche können nicht gezwungen werden, weitergehendem Sexualkundeunterricht zu folgen.